# أسد الله موسوي ماكوئي
مير أسد الله الموسوي الماكوئي (7 أكتوبر 1918 - 19 يوليو 2004) معلم وعالم اجتماع ومؤرخ إيراني الذي انتخب نائبا خمس مرات متوالية في مجلس الشورى الوطني.

## حياته
ولد يوم 7 أكتوبر 1918 في ماكو. درس في مسقط رأسه وخوي وتبريز. في يونيو 1941، تخرج من جامعة طهران في‌ العلوم الاجتماعية. كان معلما في مدارس طهران الثانوية. انتخب أول مرة نائبا من دائرة ماكو في الانتخابات التشريعية الإيرانية، أكتوبر 1963. أهتم بتأليف الكتب المدرسية وتاريخ بلده. توفي في يوم 19 يوليو 2004.

## مؤلفاته
- تاريخ ماكو
- مدرسة ألبُرزْ الثانوية وداخلية